# Thibaud River
Thibaud River är ett vattendrag i Dominica.   Det ligger i parishen Saint Andrew, i den nordvästra delen av landet, 30 km norr om huvudstaden Roseau. Thibaud River ligger på ön Dominica.